# Леопардова акула облямована
Леопардова акула облямована (Triakis scyllium) — акула з роду Леопардова акула родини Куницеві акули. Інша назва «потрійнозуба акула смугаста».

## Опис
Найбільший представник свого роду. Довжина коливається від 75 см до 1,5 м. Звичайно не перевищує 1 м. Голова коротка, сплощена, рило округле. Ніздрі розташовані широко. Очі з рудиментарною мигальною мембраною. Тулуб стрункий та кремезний. Спинні плавці вузькі. Грудні плавці — широкі та трикутні. В іншому схожа на інших представників свого роду. Забарвлення сірувате, майже піщане з темними смугами. Вони чіткіші у молодих акуленят, з часом тьмяніють.

## Спосіб життя
Тримається піщаного ґрунту, бентофаг, часто зустрічається серед водоростей та на мілині. Входить до лиманів й заток. Не опускається нижчі 150 м. Активна вночі. Переважно одинак, інколи під час полювання утворює невеличкі групи. Живиться донними костистими рибами (камбалами, конгеровими вуграми, оселедцями), ракоподібними (креветками, крабами, раками-відлюдниками) та головоногими молюсками.
Статева зрілість у самців настає у 5-6 років, самиць — 6-7 років. Це яйцеживородна акула. Самиця народжує до від 9 до 26 акуленят, інколи 42. Вагітність триває від 9 до 12 місяців.
Тривалість життя сягає 15-18 років.

## Розповсюдження
Мешкає біля Сахаліну та Приморського краю (Росія), Японії, Корейського півострова, Китаю та Тайваню. Інколи зустрічається на північному узбережжі Філіппін.